# Junior Malanda
Bernard Malanda-Adje známý jako Junior Malanda (28. srpna 1994, Brusel – 10. ledna 2015, Porta Westfalica, Německo) byl belgický fotbalový záložník a mládežnický reprezentant původem z DR Kongo. Hrál na postu středopolaře, mimo Belgie i v Německu.

## Klubová kariéra
Malanda hrál ve Francii za B-tým klubu Lille v sezóně 2011/12. V Belgii hrál pak za SV Zulte-Waregem a v letech 2013–2015 byl hráčem německého VfL Wolfsburg.
Zemřel 10. ledna 2015 během cesty vozidlem Volkswagen Touareg na dálnici A2 poblíž Porta Westfalica. Cílem bylo letiště, měl odletět na soustředění v Jižní Africe. Malanda seděl na zadním sedadle, automobil řídil jeho spoluhráč z belgické reprezentace Anthony D’Alberto, který nezvládl řízení a dostal na mokré vozovce smyk. Nepřipoutaný Malanda byl při nárazu o strom vymrštěn ven a na místě zahynul.

## Reprezentační kariéra
Junior Malanda působil v belgických mládežnických výběrech od kategorie do 15 let.